# Лутовинов, Александр Анатольевич
Алекса́ндр Анато́льевич Лутови́нов (26 ноября 1971, Кореновск, Краснодарский край, РСФСР, СССР) — российский учёный-астрофизик, доктор физико-математических наук. Заместитель директора по научной работе Института космических исследований (ИКИ РАН) и заведующий отделом Астрофизики высоких энергий этого института, по совместительству — профессор в МФТИ и НИУ ВШЭ. Лауреат премии им. Ф. А. Бредихина за выдающиеся достижения в астрономии (2013). Обладатель почётного учёного звания «Профессор РАН» (2016), председатель Координационного совета профессоров РАН с 2018 года. Член-корреспондент РАН с 2022 года.

## Биография, карьера
Родился в 1971 году в гор.Кореновск Краснодарского края. В 1988 году с золотой медалью окончил среднюю школу № 21 гор. Мичуринска Тамбовской области.
Обучался в Московском физико-техническом институте (МФТИ), который окончил в 1994 году с красным дипломом.
Ещё студентом, в 1992 году, начал работать в Институте космических исследований (ИКИ) РАН, гор. Москва. С ИКИ РАН связан весь дальнейший профессиональный путь А. А. Лутовинова.
В 2000 г. стал кандидатом, а в 2013 г. — доктором физико-математических наук, тема докторской диссертации: «Массивные рентгеновские двойные системы в обзорах обсерватории ИНТЕГРАЛ: свойства популяции и физические процессы у поверхности нейтронных звёзд».
С 2018 года занимает пост заместителя директора Института по научной работе. Также (с 2022 года) заведует отделом Астрофизики высоких энергий ИКИ РАН.
В 2016 году был избран профессором РАН по Отделению физических наук.
В 2022 году избран член-корреспондентом РАН по Отделению физических наук по специальности астрономия.

## Научная деятельность
А. А. Лутовинов — ведущий специалист в области астрофизики высоких энергий, релятивистских компактных объектов и аккреции. К его научным достижениям относятся:
- открытие новой популяции массивных рентгеновских двойных систем;
- измерение плотности распределения массивных двойных систем в Галактике;
- измерение магнитных полей нейтронных звёзд;
- разработка модели формирования циклотронных линий в спектрах рентгеновских пульсаров;
- обнаружение излучения радиоактивного титана от остатка сверхновой SN1987А (совместно с С. А. Гребеневым);
- первая регистрация электромагнитного излучения от сливающихся нейтронных звёзд.

Опубликовал более 330 научных работ, в том числе в ведущих мировых астрофизических журналах, две монографии. В сумме, его труды цитировались более 13700 раз, индекс Хирша — 42 по данным WoS и Scopus или 44 по NASA/ADS (на февраль 2025 года). Выступал на многочисленных российских и международных конференциях, в том числе неоднократно с приглашёнными докладами.
С октября 2020 года является научным руководителем телескопа ART-XC им. М. Н. Павлинского, установленного на борту российской обсерватории Спектр-РГ.

## Награды и признание
Деятельность А. А. Лутовинова была отмечена:
- Премия Правительства Российской Федерации в области науки и техники 2024 года  — за создание первого российского рентгеновского зеркального телескопа ART-ХС, открывающее новое направление в технологиях отечественного космического приборостроения
- Медаль ордена «За заслуги перед Отечеством» II степени (5 февраля 2024 года) — за большой вклад в развитие отечественной науки, многолетнюю плодотворную деятельность и в связи с 300-летием со дня основания Российской академии наук[8];
- премией РАН им. Ф. А. Бредихина[1] за серию работ «Открытие и исследование природы быстрых рентгеновских транзиентов — новой популяции массивных рентгеновских двойных систем» (2013, с С .А. Гребеневым и С. В. Мольковым);
- медалью Федерации космонавтики РФ;
- почетной грамотой Президента РФ за заслуги в научной деятельности (2022 год);
- почетной грамотой Министерства науки и высшего образования РФ (2020 год);
- премиями нескольких российских научных фондов лучшему кандидату и доктору наук;
- премией издательства «Наука» за лучшую публикацию в российских журналах (дважды, 2006 и 2012).

## Преподавание, оргработа
Параллельно с научной работой, А. А. Лутовинов преподавал в МФТИ и на физическом факультете ВШЭ (где занимал должность профессора), а эпизодически и в зарубежных университетах. Подготовил пятерых кандидатов наук и более десятка магистров.
Член редколлегии журнала «Galaxies» и редколлегии журнала «Земля и Вселенная».
Входит в состав учёного совета ИКИ РАН, Совета по космосу РАН, Международного астрономического союза, ряда экспертных советов при Минобрнауки, член Экспертной Секции при Совете Безопасности РФ, эксперт РАН и РНФ, член Совета по науке при МОН РФ.
Неоднократно выступал в СМИ по научным и научно-политическим вопросам. Активно занимается популяризацией науки и научно-просветительной деятельностью.
В 2016—2018 гг. работал в Координационном совете (КС) профессоров РАН; с апреля 2018 г. стал председателем КС, сменив Алексея Громыко в этой функции.